# Annerbach
Der Annerbach, auch Pöschlbach genannt, ist ein rund 0,6 Kilometer langer, rechter Nebenfluss der Kainach in der Steiermark.

## Verlauf
Der Annerbach entsteht im nördlichen Teil der Gemeinde Kainach bei Voitsberg, im südlichen Teil der Katastralgemeinde Gallmannsegg und westlich der Ortschaft Gallmannsegg, südlich des Hofes Gallaun. Er fließt zuerst in einem Linksbogen und anschließend in einem Rechtsbogen insgesamt nach Südosten und mündet im Süden von Gallmannsegg, etwa 100 Meter südwestlich des Wirtshaus Sauer sowie etwa 25 Meter westlich der durch Gallmannsegg führenden Hauptstraße in die Kainach, die danach nach gerade weiterfließt. Auf seinen Lauf nimmt der Annerbach keine anderen Wasserläufe auf.